# Фрейташ Бранку, Луиш ди
Луиш Мария да Кошта ди Фрейташ Бранку (порт. Luís Maria da Costa de Freitas Branco, 12 октября 1890, Лиссабон — 27 ноября 1955, там же) — португальский композитор, педагог, историк музыки.

## Биография
Из старинной аристократической семьи, получил космополитическое воспитание. С детских лет учился игре на фортепиано и скрипке, рано начал сочинять. В 17 лет дебютировал как музыкальный критик. Начал учиться музыке в Лиссабоне у Дезире Пака, продолжил в 1909—1910 гг. в Берлине и Париже у Хумпердинка, познакомился с Дебюсси. С 1916 преподавал в Лиссабонской консерватории, в 1919—1924 был заместителем её директора, среди его учеников — Жоли Брага Сантуш. В 1930-х пришёл в конфликт с властями и в 1939 после развязанной против него националистической кампании оставил пост. Продолжал изучать и публиковать старинную португальскую музыку (в частности, музыкальные сочинения короля Жуана IV), сочинять.
Брат — дирижёр Педру ди Фрейташ Бранку.

## Творчество
Представитель позднего романтизма, испытал влияние французских импрессионистов, Сезара Франка. Автор сакральной музыки, не раз обращался к поэзии французских символистов.

## Избранные сочинения

### Симфонии
- Symphony No. 1 (1924)
- Symphony No. 2 (1926)
- Symphony No. 3 (1944)
- Symphony No. 4 (1952)

### Другие сочинения
- A Morte de Manfredo/ Смерть Манфреда для струнного ансамбля, по Байрону (1906)
- Scherzo Fantastique (1907)
- Depois de uma leitura de Antero de Quental/ По прочтении Антеру ди Кентала, симфоническая поэма (1908)
- Depois de uma leitura de Júlio Diniz/ По прочтении Жулиу Диниша, симфоническая поэма (1908)
- Depois de uma leitura de Guerra Junqueiro/ По прочтении Герры Жункейру, симфоническая поэма (1909)
- Paraísos Artificiais/ Искусственный рай, симфоническая поэма по Де Квинси и Бодлеру (1910)
- Tentações de S. Frei Gil/ Искушения блаженного Жиля Сантаремского, оратория (1911)
- Vathek/ Ватек, симфоническая поэма по Бекфорду (1913)
- Violin Concerto (1916)
- Viriato, симфоническая поэма (1916)
- Canto do Mar/ Песнь моря для сопрано (или тенора) и оркестра (1918)
- Alentejo Suite No. 1/ Алентежанская сюита No. 1 (1919)
- Alentejo Suite No. 2 / Алентежанская сюита No. 2 (1927)
- Dez Madrigais Camonianos/ Десять мадригалов на стихи Камоэнса для смешанного хора а капелла (1930—1935-1943)
- Noemi/ Ноеминь, кантата для солистов, хора, оркестра и органа (1937—1939)
- Homenagem a Chopin/ В честь Шопена, пьеса в форме польки (1949)
- Solemnia Verba, симфоническая поэма (1951)

Музыка Фрейташа Бранку звучит в фильмах Оливейры (Работы на реке Дору, 1931), Рауля Руиса (Лиссабонские тайны, 2010) и др.

## Награды
- Офицер Военного ордена Святого Якова и Меча (5 октября 1930)